# Borrabosjön
Borrabosjön är en sjö i Falköpings kommun i Västergötland och ingår i Göta älvs huvudavrinningsområde. Sjön har en area på 0,0257 kvadratkilometer och ligger 128 meter över havet. Sjön har fått sitt namn från gården Borrabo strax nordöst om sjön. Borrabosjön ligger omkring 500 meter öster om Lidan. Omgivningarna består av blandskog och södra och västra delen av området är bevuxen med sumpskogar. Borrabosjön är på väg att växa igen med bladvass. Både sångsvan och trana
häckar i området. Granbräken har noterats på sjöns norra strand.

## Delavrinningsområde
Borrabosjön ingår i det delavrinningsområde (645894-134305) som SMHI kallar för Ovan Härebäcken. Avrinningsområdets medelhöjd är 108 meter över havet och ytan är 73,21 kvadratkilometer. Räknas de 20 delavrinningsområdena uppströms in blir den ackumulerade arean 618,02 kvadratkilometer. Lidan som avvattnar avrinningsområdet har biflödesordning 2, vilket innebär att vattnet flödar genom totalt 2 vattendrag innan det når havet efter 232 kilometer. Delavrinningsområdet består mestadels av skog (33 procent), öppen mark (11 procent) och jordbruk (53 procent). Avrinningsområdet har 0,16 kvadratkilometer vattenytor vilket ger det en sjöprocent på 0,2 procent. Bebyggelsen i området täcker en yta av 0,53 kvadratkilometer eller 1 procent av avrinningsområdet.

## Galleri

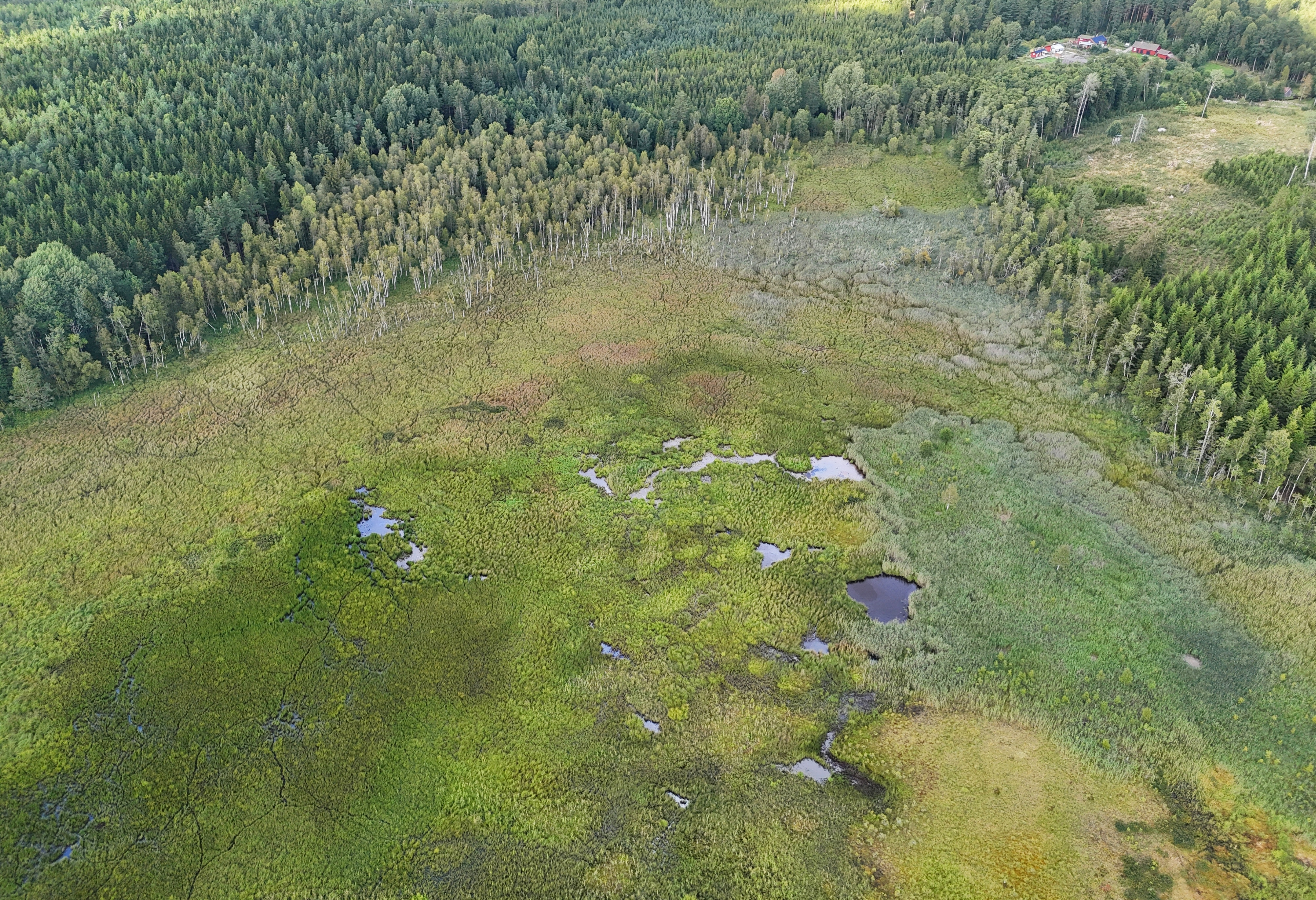
Närbild av sjöns öppna vattenyta.